# Grzegorz Kurkiewicz
Grzegorz Leon Kurkiewicz (ur. 20 czerwca 1922 w Krakowie, zm. 6 grudnia 2015 w Pszczółkach) – polski dziennikarz i publicysta, żołnierz Armii Krajowej i Wojska Polskiego, z wykształcenia ekonomista, autor wspomnień z lat II wojny światowej i stanu wojennego.

## Życiorys
Urodził się 20 czerwca 1922 w Krakowie jako syn inżyniera Mieczysława Kurkiewicza i jego żony Wandy. Ukończył gimnazjum im. Sobieskiego i pierwszą klasę liceum humanistycznego w Krakowie, odbył też kurs przysposobienia wojskowego dla młodzieży. Podczas wojny dokształcał się w szkole handlowej, pracował w niemieckiej firmie budowy telegrafów, przebywał też wraz z matką przez 2 miesiące w więzieniu Montelupich w Krakowie. Stracił ojca więzionego w Kozielsku i zamordowanego w Katyniu. Na przełomie 1942/43 został zaprzysiężony w krakowskiej terenówce Armii Krajowej. Pod pseudonimem „Kardan” od sierpnia 1944 r. walczył w oddziale partyzanckim „Setka-Limba” dowodzonym przez por. „Żbika” (Tadeusza Cedro) w ramach 12 pp AK, którym dowodził kpt. „Dąb” (Władysław Wojas). Brał udział w kilku akcjach w Małopolsce, m.in. 28 września 1944 w odbiciu zakładników z więzienia w Kalwarii Zebrzydowskiej, wśród których był gen. Brunon Olbrycht, ps. „Olza”, dowódca Grupy Operacyjnej AK „Śląsk Cieszyński”. Akcją dowodził por. „Żbik”. W szeregach AK otrzymał Krzyż Walecznych, Brązowy Krzyż Zasługi z Mieczami oraz awans na podchorążego plutonowego. Po rozwiązaniu oddziału w styczniu 1945 w miejscowości Jastrzębia, został powołany do Wojska Polskiego. Przeszedł weryfikację w Krakowie w 1945, otrzymał stopień podporucznika WP i przydział do Łowicza, do 2 Samodzielnego Batalionu Inżynieryjno-Lotniskowego Wojsk Lotniczych. Skierowano go na kurs dowódców kompanii w Centrum Wyszkolenia Piechoty w Rembertowie, gdzie w 1947 otrzymał awans na porucznika. Dowodził kompanią Szkoły Podoficerskiej w Legionowie, potem został przeniesiony do Kompanii Rezerwy Oficerów i zwolniony z wojska z powodu wcześniejszej przynależności do AK.
W 1947 zawarł związek małżeński z Ireną Jelita-Dobrzyńską (zm. 2006), z którego ma syna Krzysztofa (ur. 1948) i córkę Beatę (ur. 1954). Do 1952 pracował w Spółdzielni Zabawkarskiej „Promień” w Warszawie, jednocześnie studiując w Szkole Głównej Handlowej w Warszawie, którą (już jako Szkołę Główną Planowania i Statystyki) ukończył w 1953 broniąc rozprawy o rezerwach wydajności pracy. Był asystentem na wydziale mechaniczno-technologicznym Politechniki Warszawskiej. Od 1947 mieszkał w Legionowie.

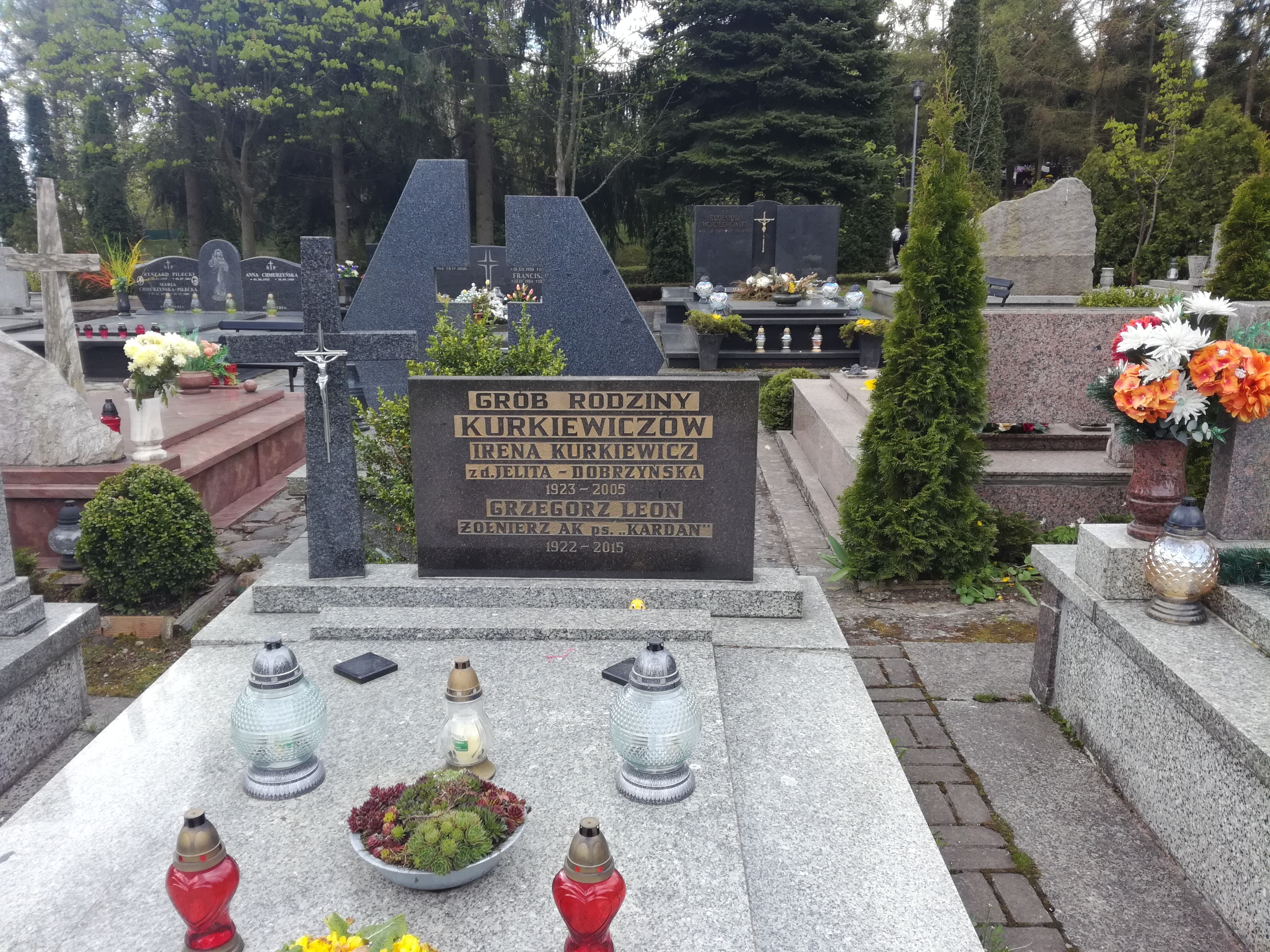
Grób Grzegorza Kurkiewicza na Cmentarzu Łostowickim

W 1956 zamieszkał w Gdańsku i rozpoczął pracę w stoczni. Kontynuował naukę i w Wyższej Szkole Ekonomicznej w Sopocie uzyskał stopień doktora nauk ekonomicznych. W 1959 opublikował broszurę „Stocznia Gdańska wczoraj – dziś – jutro”. Przez ponad 7 lat służył stoczni swą wiedzą ekonomiczną oraz znajomością języków. W 1967 uległ ciężkiemu wypadkowi samochodowemu.
W 1968 pod pseudonimem Sylwester Małodobry opublikował w „Polityce” kontrowersyjny artykuł „Byłem murzynem” o pisaniu na zlecenie prac magisterskich i tym samym rozpoczął karierę dziennikarza i publicysty. Związał się z gdańskim tygodnikiem „Czas”, w którym pracował do ogłoszenia stanu wojennego. Otrzymał I i II nagrodę Stowarzyszenia Dziennikarzy Polskich za publikacje o gospodarce morskiej. Odbył kilka podróży zagranicznych, m.in. w 1978 na statku „Zamość” odwiedził Kanadę i USA, a w 1979-80 na statku „Bydgoszcz” – Tanzanię, Kenię i Madagaskar. W 1981 wspólnie ze Zbigniewem Michtą opublikował książkową relację „Łuna nad Karlinem”. W 1982 został negatywnie zweryfikowany jako dziennikarz i zwolniony z pracy z zakazem wykonywania zawodu. Przez 8 lat utrzymywał się z pracy tłumacza, lektora języka niemieckiego i pomocy z zagranicy – z Włoch i Niemiec.
W 1989 był współtwórcą „Tygodnika Gdańskiego”, w którym publikował do zamknięcia pisma w 1991. Publikował też w miesięcznikach „W drodze” i „Pomerania”. W 1991 zamieszkał w Pszczółkach k. Gdańska i związał się z „Dziennikiem Bałtyckim”, w którym jako Jan Chrzan publikował artykuły wspomnieniowe i (kontrowersyjne niekiedy) felietony – do niedawna pod tytułem „Chwyty dozwolone”, a następnie „My w Europie”. Opublikował wspomnieniowo-refleksyjną książkę „Osobliwe przypadki Egona A. w peerelu” (wyd. Fundacja Promocji Przemysłu Okrętowego i Gospodarki Morskiej, Gdynia 2006), a także rozdział „Stanu wojennego dzień powszedni” w zbiorze „Świadkowie stanu wojennego” (wyd. Agora/Region 2006).
Zmarł 6 grudnia 2015 nad ranem w Pszczółkach.